# مجموعة فورمولا 1
مجموعة فورمولا ون هي مجموعة من الشركات المسؤولة عن الترويج لبطولة العالم لسباق سيارات الفورمولا ون العالمية وهي المالكة للحقوق التجارية للعبة.
المجموعة هي جزء من ملكية شركة ليبريتي ميديا الاعلامية الأمريكية. وكانت تتبع سابقًا لشركة دلتا توبكو وهي شركة مقرها جيرزي مملوكة لعدد من الشركات الاستثمارية. تدار المجموعة من قبل تشيس كاري كرئيس مجلس الإدارة ورئيسا تنفيذيا، بينما يعمل روس براون كمدير إداري لرياضة المحركات.
في عام 1974 تأسست جمعية صانعي الفورمولا واحد من أجل زيادة التنظيم التجاري للفورمولا 1. وفي عام 1978 أصبح بيرني إكليستون المدير التنفيذي للجمعية وحارب من أجل التحكم في الحقوق التجارية للفورمولا 1. مما نتج عنه توقيع اتفاقية للحقوق التجارية مع الاتحاد الدولي للسيارات. وفي عام 1987 تم تجديد تلك الاتفاقية، وبعد إنشاء إدارة للحقوق التجارية للمجموعة انتقل إكليستون وتفرغ بشكل كامل لهذه الإدارة وزيادة التحكم في حقوق البث التلفزيوني للفرق. فيما بعد أصبحت هذه الإدارة تعرف باسم مجموعة فورمولا ون. حصلت المجموعة على 49% من عائدات التلفزيون و 1% ذهبت إلى الفرق، و 50% إلى الاتحاد الدولي للسيارات. كما تلقت المجموعة جميع الرسوم التي دفعها المروجون. وتولت مسؤولية تقديم الجوائز المقررة للفرق.